# Istanbul Kadısı
Istanbul Kadısı o, popolarmente, Istanbul Efendisi era il titolo ottomano della persona che era allo stesso tempo capo dell'amministrazione di Istanbul sino alle mura della città e giudice supremo. Questo doppio ufficio esistette dal 1453 al 1855. Dopo questo periodo fino al 1922, l'Istanbul Kadı mantenne solo le funzioni di un giudice superiore.
Il primo Kadı di Istanbul fu Hızır Bey Çelebi. Il distretto di Kadıköy molto probabilmente deve il suo nome alla carica rivestita da Hızır Bey; egli infatti possedeva terreni in quella zona e vi risiedeva.